# União das Freguesias de São Miguel do Pinheiro, São Pedro de Solis e São Sebastião dos Carros
União das Freguesias de São Miguel do Pinheiro, São Pedro de Solis e São Sebastião dos Carros ist eine Gemeinde (Freguesia) in der portugiesischen Region Alentejo. Sie gehört zum Landkreis (Concelho) von Mértola, im Distrikt Beja.
Die Gemeinde entstand am 29. September 2013 im Zuge der administrativen Neuordnung in Portugal aus dem Zusammenschluss der Gemeinden São Miguel do Pinheiro, São Pedro de Solis und São Sebastião dos Carros. Sitz wurde São Miguel do Pinheiro.
Auf einer Fläche von 275,39 km² leben hier 1.048 Einwohner (Zahlen nach Stand vom 30. Juni 2011).